# Eximbank
L'Eximbank ou ExIm Bank (Export-Import Bank of the United States : « Banque d'import-export des États-Unis ») est une agence de crédit aux exportations américaine.
Eximbank a été créée en 1934 afin de soutenir les exportations des entreprises américaines vers les différents marchés mondiaux. Sa création en tant qu'entité autonome par le Congrès des États-Unis date de 1945, et sa mission consiste à proposer des garanties ainsi que des assurances sur les achats de biens et de services aux États-Unis, auprès des acteurs économiques qui ne sont pas capables ou prêts à accepter le risque de change.
Au XXIe siècle, l'Eximbank fait partie des instruments privilégiés de la politique commerciale américaine.
D'autres eximbanks se sont développées dans plusieurs pays du monde : Chine, Angola, Turquie ou Vietnam.

## Critiques
L'Eximbank a été critiqué pour avoir prétendument favorisé certains groupes au détriment des intérêts des contribuables américains. Parmi ceux-ci, les critiques mentionnent les sociétés Boeing et Enron, très subventionnés, ainsi que celles qui cultivent de très bonnes relations avec les gouvernements étrangers et des sociétés nationales étrangères. Par exemple, la China National Nuclear Corporation (CNNP) a obtenu en 1996 un prêt de 120 millions USD à faible taux d'intérêt.
L'Eximbank est surnommée la « banque de Boeing. »
Exim Bank a été contestée en 2015 au Congrès par les élus du Parti républicain, qui considèrent les Agences de crédit à l'exportation comme des pourvoyeurs de subventions qui entravent le bon fonctionnement du marché. Néanmoins, après avoir changé d’avis sur ce sujet après leur retour au pouvoir en 2016, les républicains entendent en faire un outil de lutte privilégié contre le déficit commercial.